# Tarudant
Tarudant (en árabe: تارودانت; en francés: Taroudant), en castellano antiguo Tarudante, es una ciudad marroquí emplazada en el valle del río Sus, al sur del país. Se encuentra en la carretera que va de Agadir a Uarzazat. Tiene el aspecto de una pequeña ciudad-mercado fortificada de una ruta caravanera.
Se le llama la «Abuela de Marrakech» porque se parece a esta ciudad en pequeño, con su recinto amurallado, que al contrario de Marrakech encierra todo su casco urbano. 
Se encuentra a 223 km al suroeste de Marrakech y a 85 km al este de Agadir. La zona es conocida por su aceite de oliva, sus cajas de madera, platería y alfombras.

## Historia

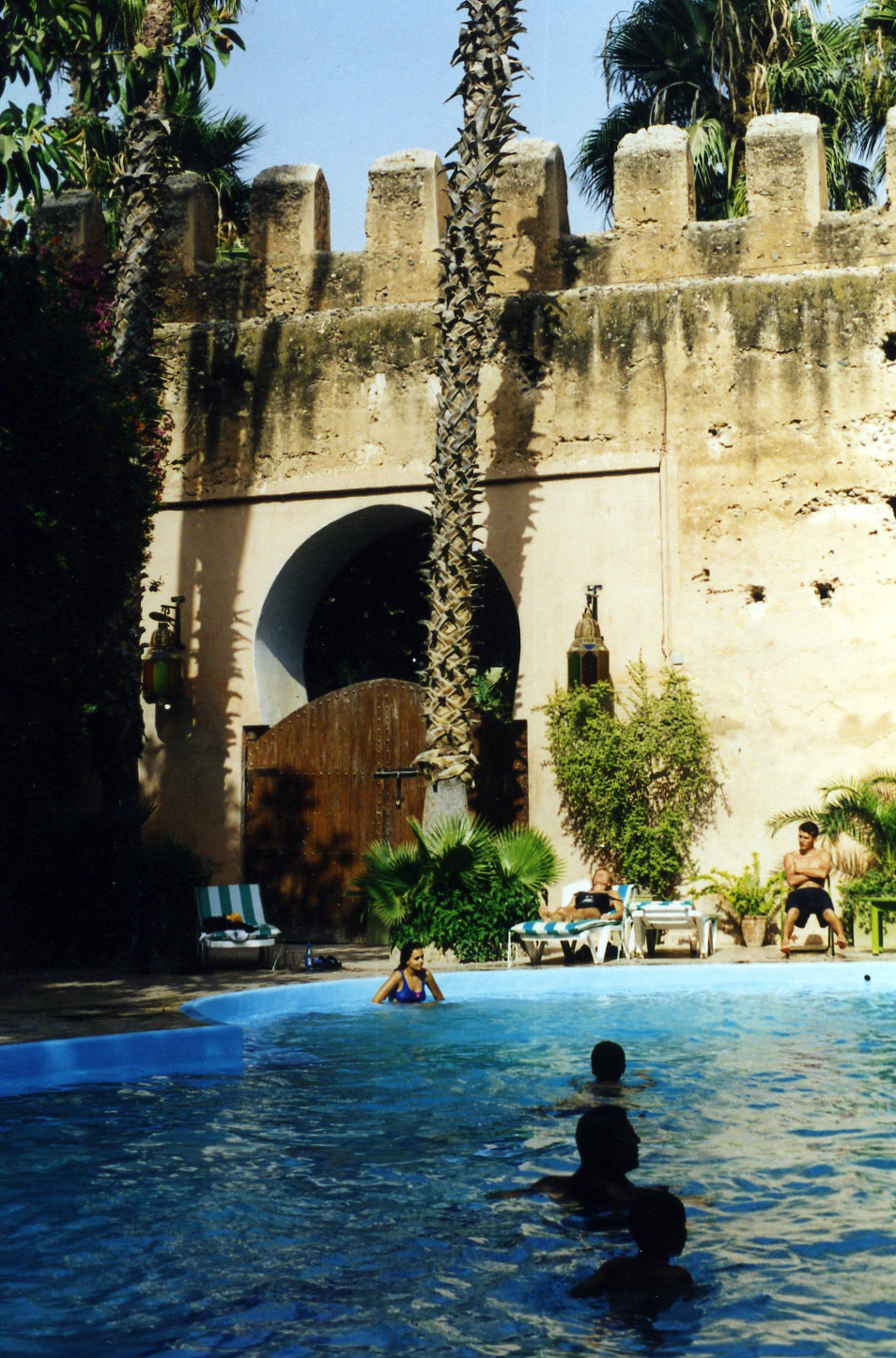

La ciudad fue ocupada por los almorávides en 1056. Bajo la dinastía saadí Tarudant tuvo su época dorada, especialmente bajo el reinado de Mohámmed ash-Sheij, que construyó las murallas de la ciudad y la gran mezquita con su bello minarete en 1528. La ciudad fue la capital de los gobernantes de la dinastía saadí y fue usada para atacar a los portugueses de Agadir. Aunque después trasladaron la capital a Marrakech, hicieron prosperar la ciudad con los productos de la llanura del Sus: caña de azúcar, algodón, arroz y añil.
Un punto negro en la historia de Tarudant fue la masacre realizada sobre la población por Mulay Ismaíl en 1687. Bajo el mandato de los alauíes la ciudad se resistió al control real. Los ciudadanos formaron una alianza con Áhmed ibn Mahrez, un sobrino disidente de Ismaíl de Marruecos.

## Atractivos

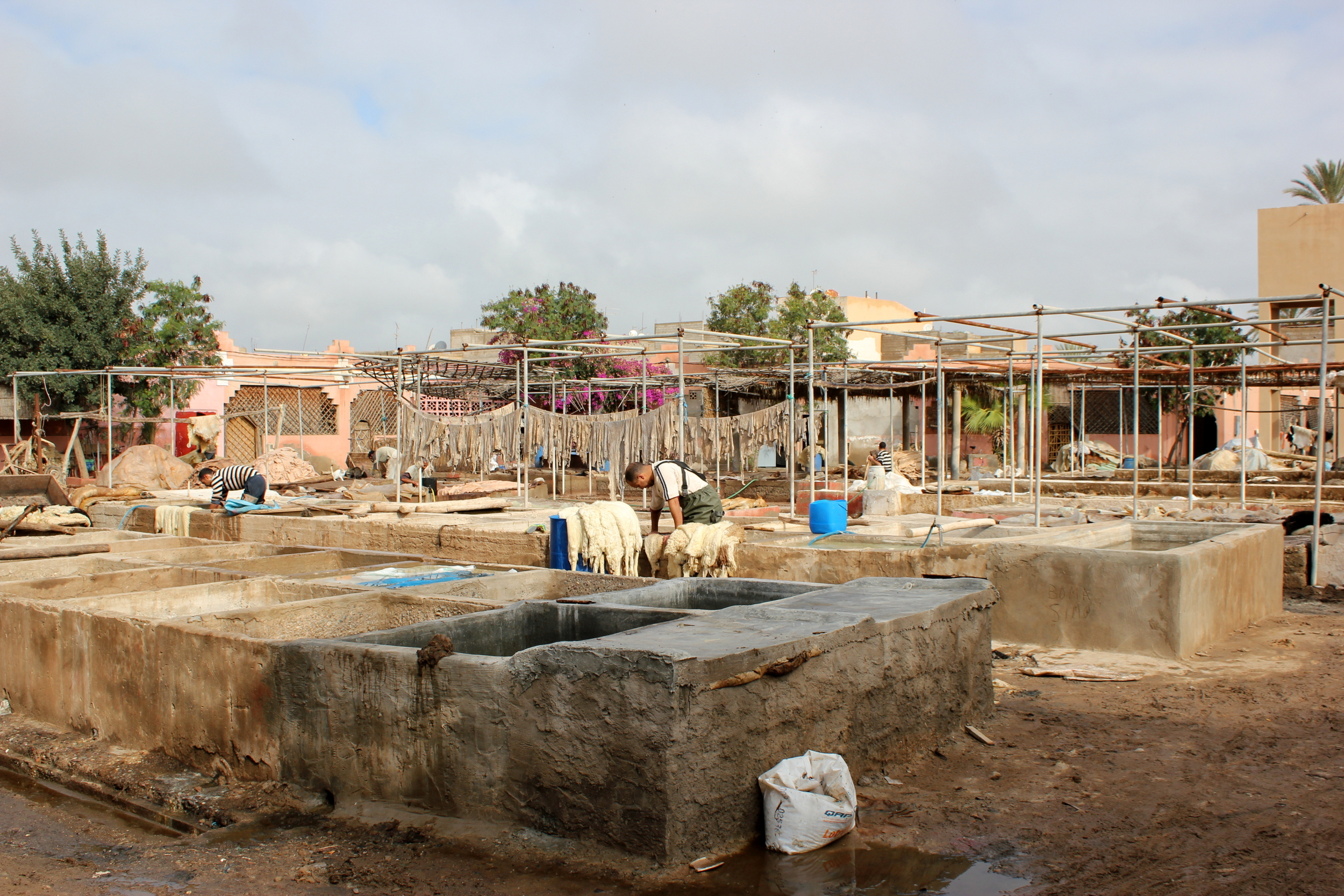
Marzo 2013 en Marruecos, Tanneries en Marruecos, Taroudant

Hoy en día la ciudad es muy mercantil y tiene un zoco junto a cada una de las dos plazas centrales y otro semanal fuera de la muralla.
Su muralla tiene 6 kilómetros de perímetro con bastiones y nueve puertas que todavía hoy se mantienen intactas. Fuera del recinto amurallado se encuentra una talabartería que provee de arreos para camellos, y también pieles de cabra, sandalias de badana de camello, bolsos y cinturones de cuero, etc. El mercado bereber, llamado Yenán al-Yaami, tiene especias, frutos secos y sobre todo vestimenta, también menaje doméstico. El zoco bereber se especializa en alfarería, hierro forjado, artesanía de bronce y cobre, cuero, alfombras y joyería.